# Права ЛГБТ в Кувейте
Лесбиянки, геи, бисексуалы, трансгендеры (ЛГБТ) в Кувейте сталкиваются с юридическими проблемами, которые не испытывают остальные жители этой страны. Гомосексуальные отношения напрямую не запрещены, но могут преследоваться по закону о «разврате».

## Законы
Уголовный кодекс Кувейта содержит некоторые общие положения против разврата и безнравственности, которые могут быть использованы против ЛГБТ-людей.
- Статья 193 Уголовного кодекса предусматривает наказание за распутство лишением свободы на срок до шести лет. При этом суды истолковывают термин «распутство» так, что под него подпадают гомосексуальные контакты между мужчинами.
- Статья 198 запрещает публичную аморальность. В 2008 году закон был расширен и теперь запрещает «имитацию внешнего вида представителя противоположного пола» в виде штрафов или тюремного заключения[1].

## Движение за права ЛГБТ в Кувейте
В Кувейте не существует никакой известной ассоциации или благотворительной организации, которая бы занималась защитой прав ЛГБТ или организовывала образовательные и социальные мероприятия для ЛГБТ-сообщества.
В 2007 году служба новостей «Аль-Арабия» сообщила, что группа кувейтцев подала заявку на получение разрешения на создание новой ассоциации, которая будет отстаивать права ЛГБТ в стране. Но все такие группы или клубы должны быть одобрены Министерством труда и социальных дел, которое никогда официально не отреагировало.

## Проблемы ВИЧ/СПИД
В 1988 году министерство здравоохранения Кувейта опубликовало доклад по вопросам ВИЧ в Кувейте. В 2004 году в докладе Организации Объединенных Наций по ВИЧ в Кувейте было установлено, что около шести процентов известных случаев передачи были результатом незащищенного полового контакта между мужчинами.
В 1992 году национальное собрание Кувейта объявило вне закона передачу ВИЧ другому человеку.
Иностранцы, у которых выявлено заражение СПИДом / ВИЧ, депортируются, но зараженные граждане страны имеют право на амбулаторное медицинское лечение, организованное специализированной инфекционной больницей.

## Сводная таблица
| Тип | Статус                         |
| --- | ------------------------------ |
| Однополые отношения                                                                                          | (Штраф вплоть до 6 лет тюрьмы) |
| Равный возраст согласия                                                                                      | No                             |
| Антидискриминационные законы только в сфере занятости                                                        | No                             |
| Антидискриминационные законы по предоставлению товаров и услуг                                               | No                             |
| Антидискриминационные законы во всех других областях (включая косвенную дискриминацию, разжигание ненависти) | No                             |
| Однополые браки                                                                                              | No                             |
| Признание однополых пар                                                                                      | No                             |
| Усыновление ребенка однополыми парами                                                                        | No                             |
| Разрешение для геев и лесбиянок открыто служить в армии                                                      | No                             |
| Доступ к ЭКО для лесбиянок                                                                                   | No                             |
| Суррогатное материнство для гей-пар                                                                          | No                             |
| Разрешение быть донорами крови для МСМ                                                                       | No                             |